# Ворт, Корнелис ван дер
Корнелис ван дер Ворт (нидерл. Cornelis van der Voort; 1576, Антверпен — 2 ноября 1624, Амстердам) — голландский живописец-портретист Золотого века искусства Голландии. Работал в Амстердаме, писал индивидуальные и групповые портреты.

## Биография
О ранней жизни ван дер Ворта известно очень мало. Он родился в Антверпене в семье живописца Питера ван дер Ворта. Возможно, Питер прибыл из Утрехта, и у него была семья в Делфте. В 1585 году семья переехала в Северные Нидерланды, вероятно, потому, что были кальвинистами. Считается, что будущий художник учился у Корнелиса Кетеля. Его успехи отметил известный писатель-историограф Карел ван Мандер в «Книге о художниках» (Het Schilder-Boeck).
В 1606 году его брат Ганс приобрёл три участка земли, на которых были построены два дома. Ганс поселился в одном, а Корнелис — в том, что рядом. Мастерская Ворта располагалась в угловом доме рядом с нынешним Домом-музеем Рембрандта на Йоденбреестраат; после смерти Ворта его дом перешёл во владение Хендрика ван Эйленбурга, торговца произведениями искусства, в мастерскую которого в 1631 году переехал Рембрандт. В 1634 году Рембрандт женился на Саскии, племяннице ван Эйленбурга и в 1639 году они поселились в этом же доме.
Ван дер Ворт был женат дважды и имел семерых детей. В 1598 году он женился на Гертруи Виллемс, умершей в 1609 году, а в 1613 году — на Корнелии Брауэрс. В 1619 году он возглавил амстердамскую Гильдию Святого Луки.
Он умер в Амстердаме и был похоронен 2 ноября 1624 года. В августе 1625 года его имущество было распродано. В 1626 году его художественная мастерская перешла в руки Хендрика ван Эйленбурга. Его вдова переехала в Лейден.

## Творчество
Около 1613 года Корнелис ван дер Ворт стал членом Гильдии стрелков (schutterij) и по обычаю того времени написал несколько групповых портретов членов гильдии (schutterstukken). Обычно он писал портреты в полный рост в собственных интерьерах портретируемых. Например, Яна Корнелиса Гелвинка, одного из регентов больницы, Яна Хейдекопера и его покойной жены, а также доктора Николаса Тульпа. Его работы пользовались большим спросом, а художник уважением. Творчество Ворта оказало влияние на ранние портреты Рембрандта, а также на творчество Николаса Элиаса Пикеноя и Томасa де Кейзерa. Среди его учеников были Давид Байи, скопировавший его коллекцию картин, Питер Люикс, Дирк Харменс и, возможно, Питер Кодде.

## Галерея

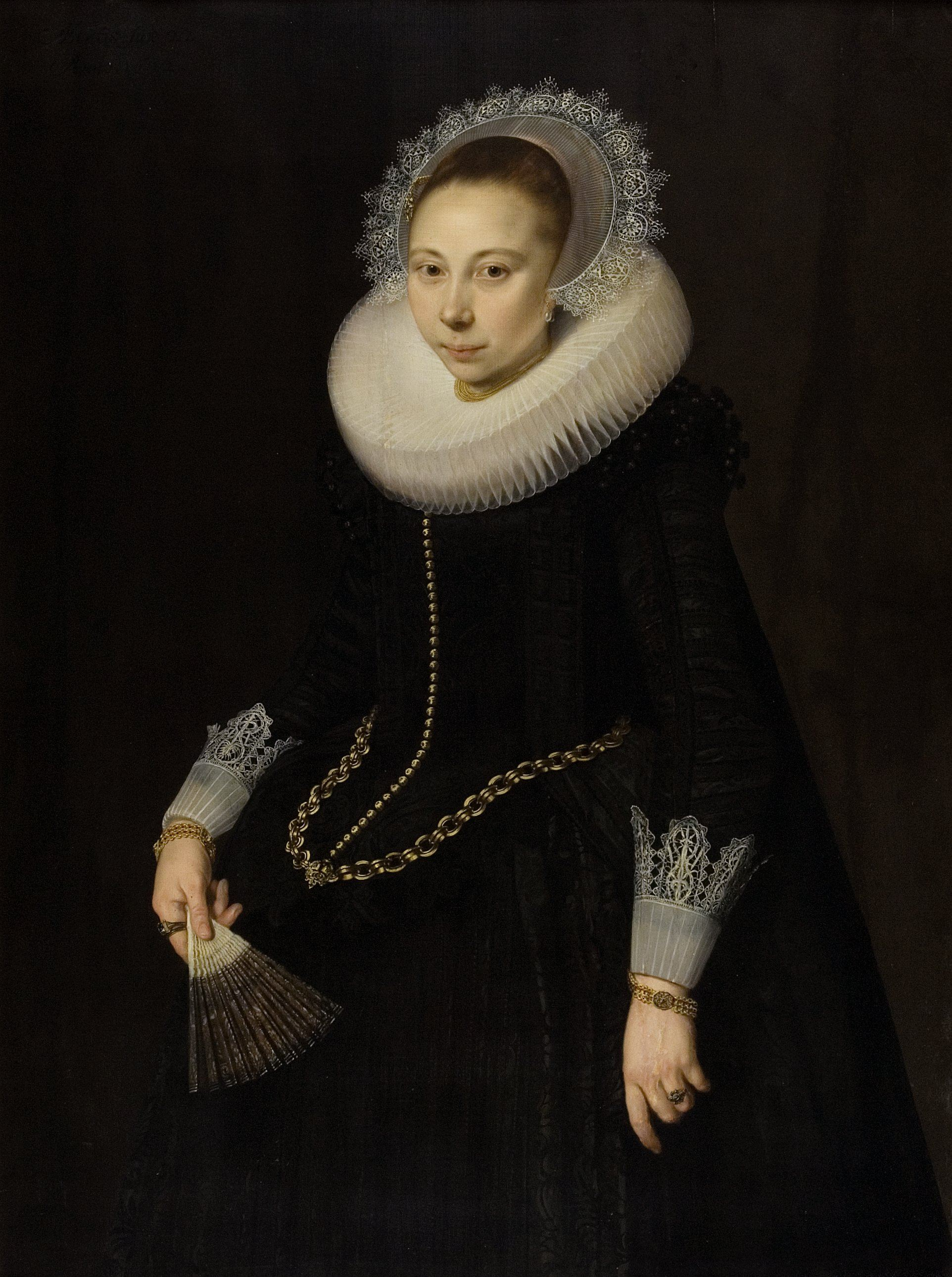
Портрет Марии Оверрейн ван Шотербош. 1622. Дерево, масло. Рейксмюсеум, Амстердам
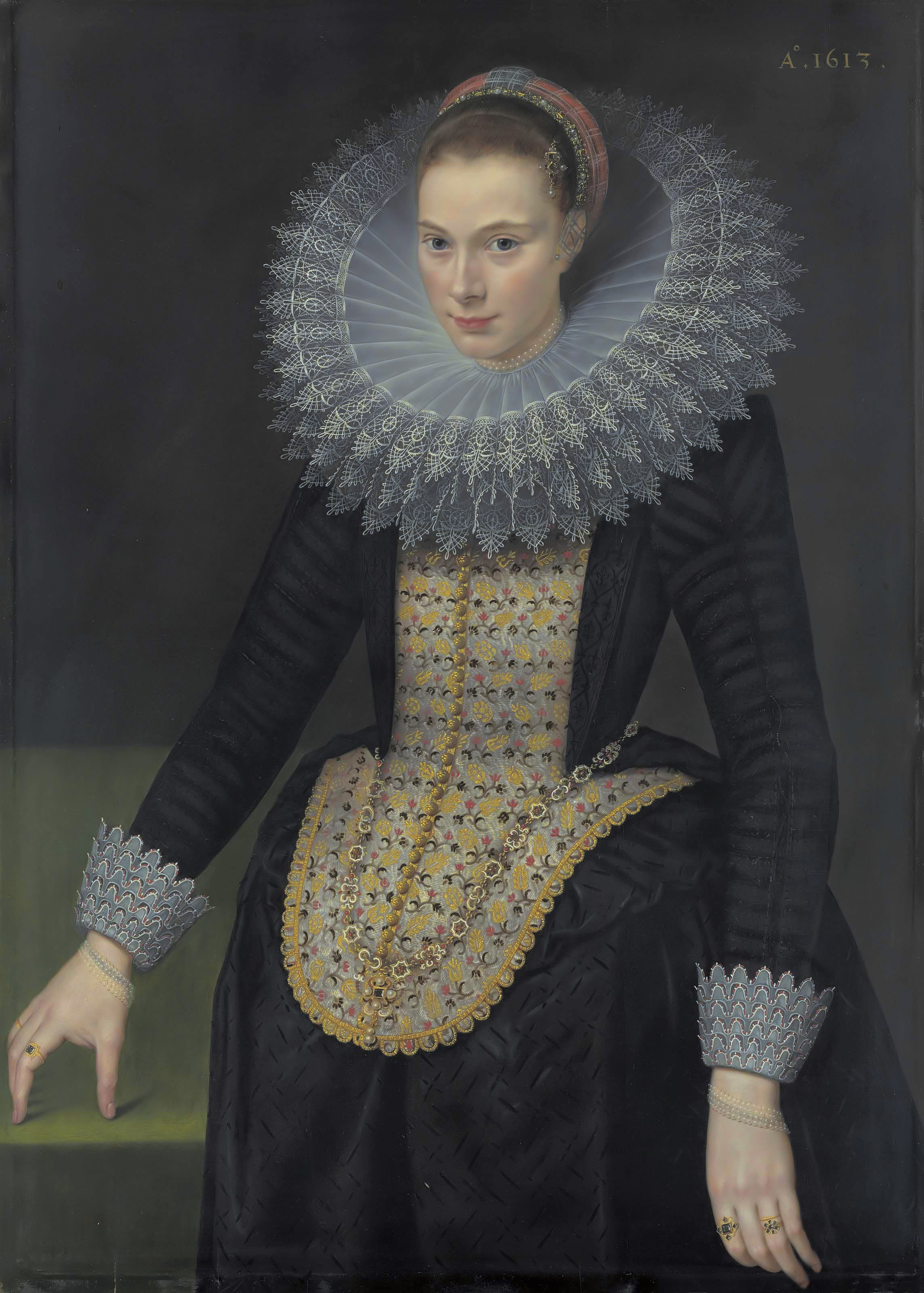
Портрет дамы. 1613. Дерево, масло. Частное собрание
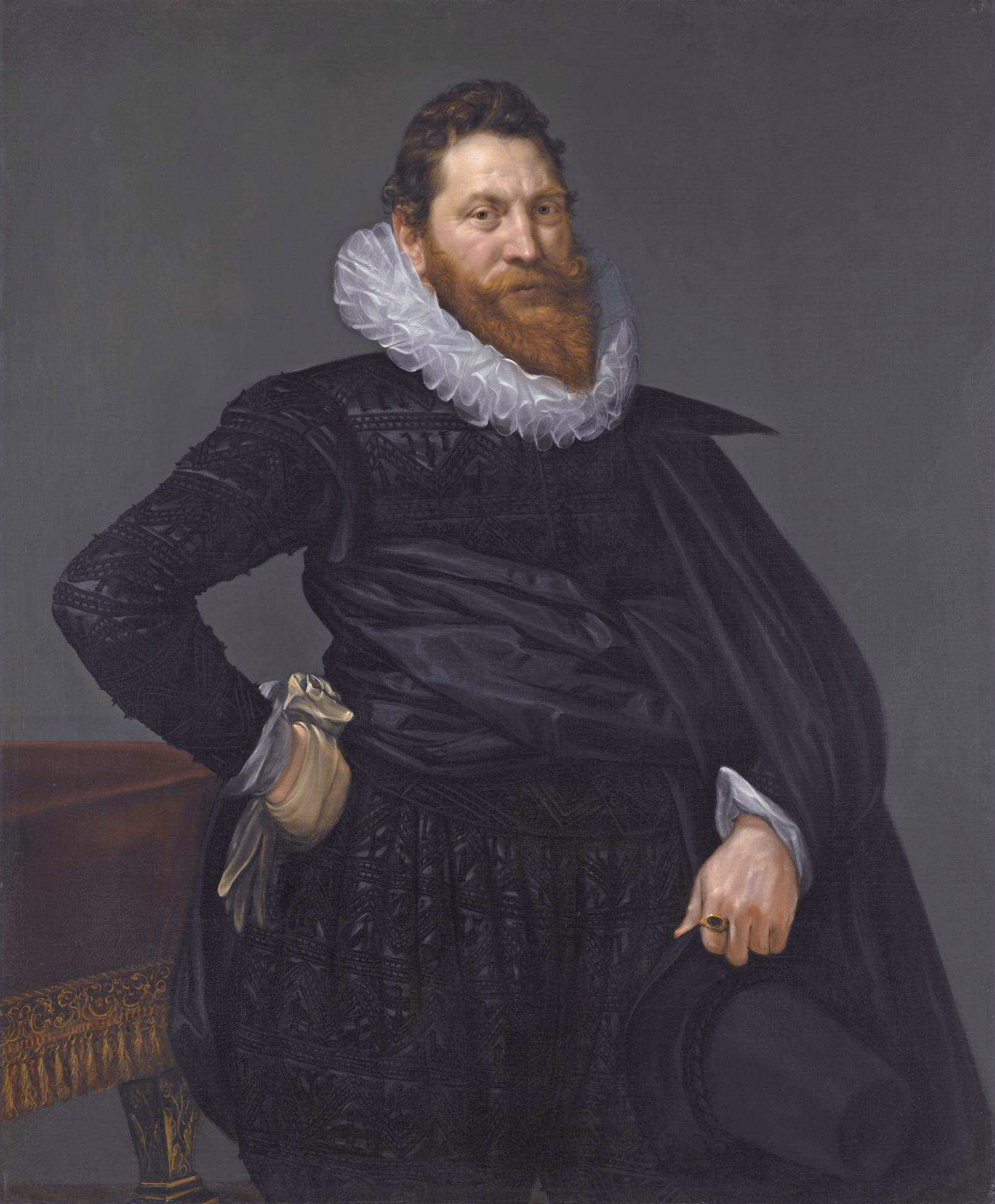
Портрет Волькерта Оверландера, лорда Пумерланда и Ильпендама, мэра Амстердама. Холст, масло. Частное собрание
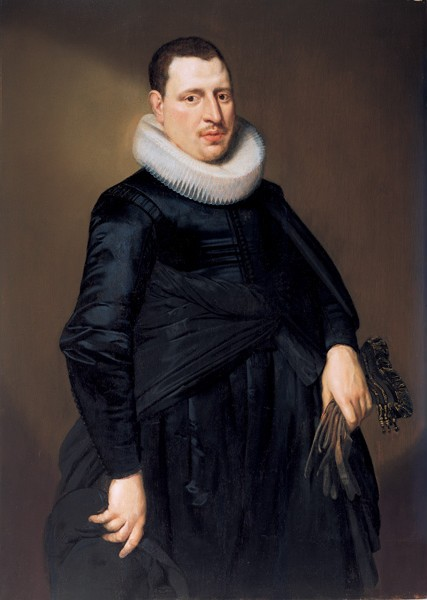
Мужской портрет. Ок. 1600. Холст, масло. Частное собрание
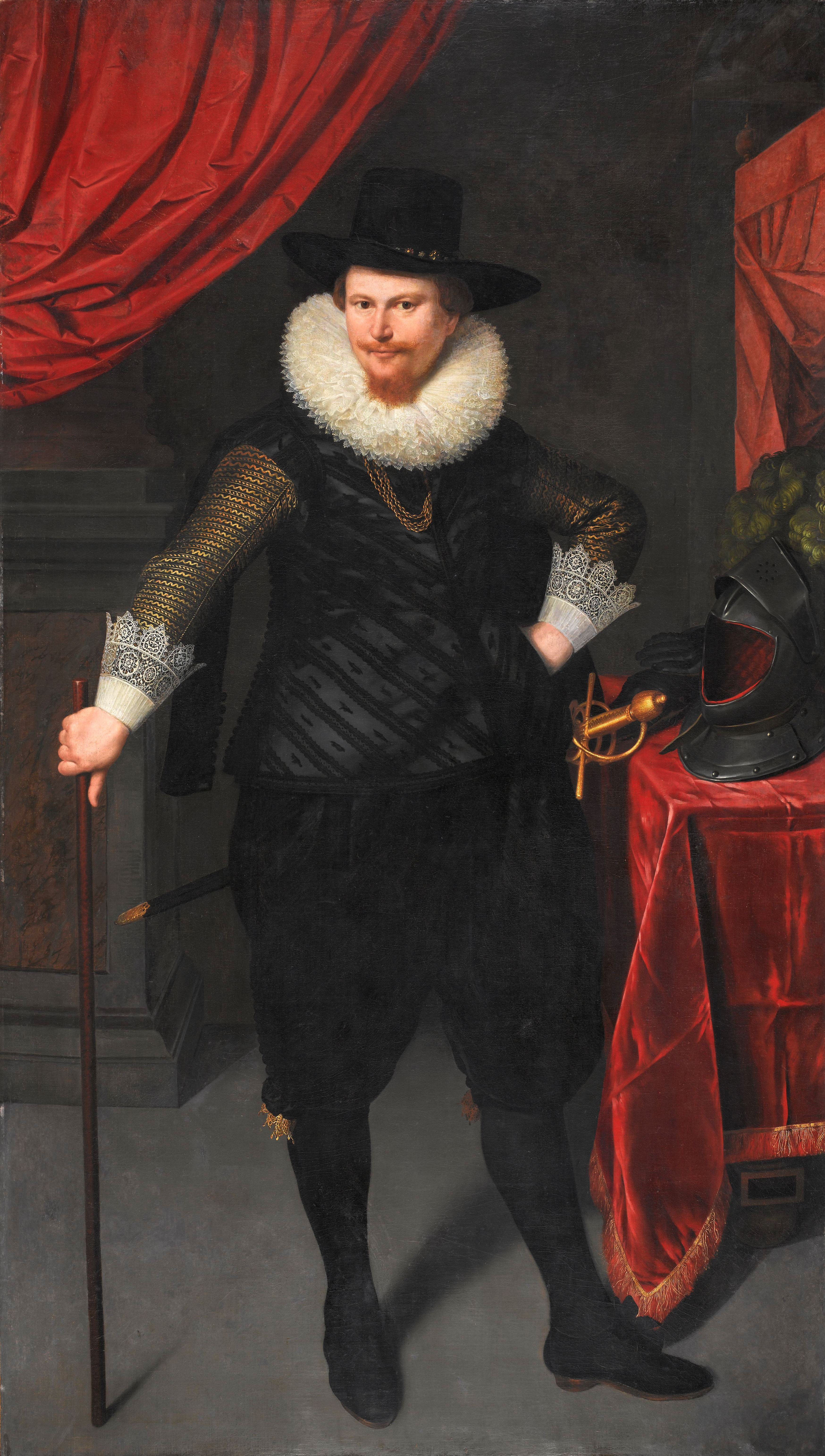
Портрет Лауренса Реаля. Ок. 1620. Холст, масло. Рейксмюсеум, Амстердам
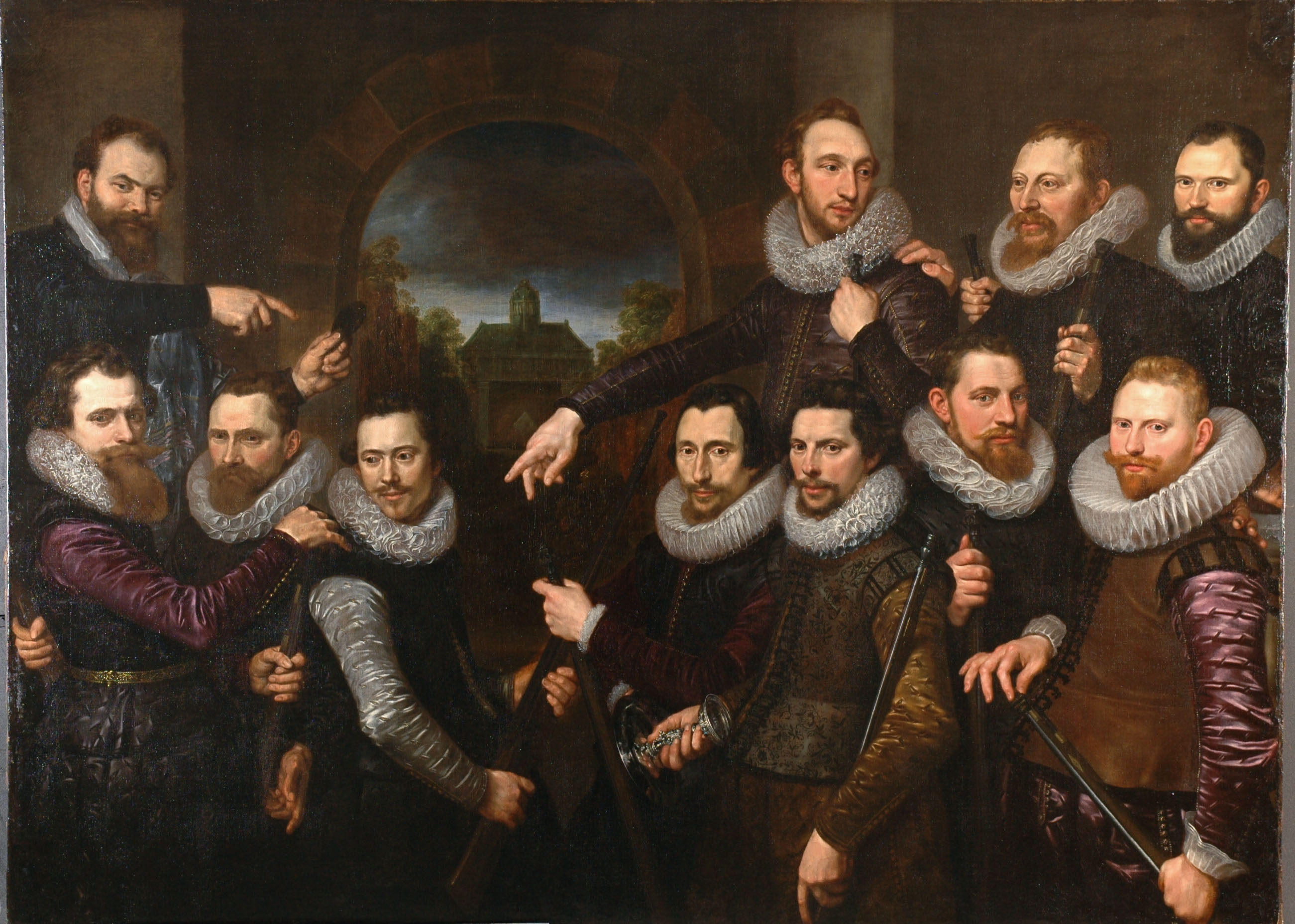
Групповой портрет членов гильдии стрелков. Между 1600 и 1624. Холст, масло. Исторический музей, Амстердам
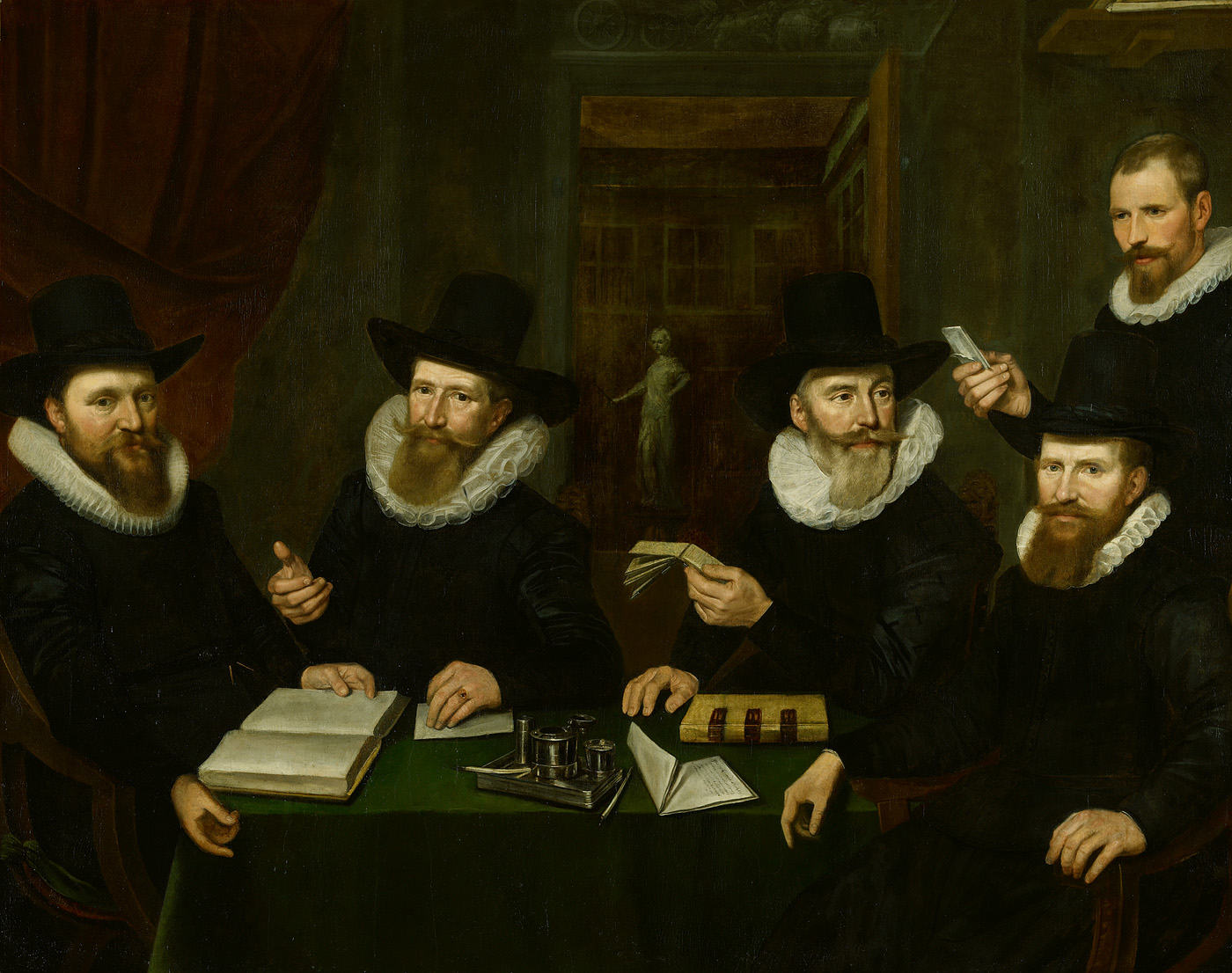
Управляющие исправительной палаты. 1618. Холст, масло. Исторический музей, Амстердам